# Saint-Rémy (Ain)
Saint-Rémy – miejscowość i gmina we Francji, w regionie Owernia-Rodan-Alpy, w departamencie Ain.

## Demografia
Według danych na styczeń 2012 roku gminę zamieszkiwało 988 osób, a gęstość zaludnienia wynosiła 133,9 osób/km².